# IC 578
IC 578 ist eine Balken-Spiralgalaxie vom Hubble-Typ SBa im Sternbild Löwe nördlich der Ekliptik. Sie ist schätzungsweise 394 Millionen Lichtjahre von der Milchstraße entfernt und hat einen Durchmesser von etwa 140.000 Lichtjahren. Gemeinsam mit IC 577 bildet sie das isolierte Galaxienpaar KPG 220.

Im selben Himmelsareal befinden sich u. a. die Galaxien NGC 3069, NGC 3070, IC 576, IC 580.
Das Objekt wurde am 22. März 1892 vom französischen Astronomen Stéphane Javelle entdeckt.